# 春日磐摩
春日 磐摩（かすが の いわま、生没年不詳）は、古墳時代の豪族。姓は臣。磐摩臣とも表記される。春日人華の曾孫である。